# Rudolf Diels
Rudolf Diels (n. 16 decembrie 1900 - d. 18 noiembrie 1957)  a fost un funcționar public german și primul șef al poliției secrete naziste, al Gestapoului, în perioada 1933 - 1934. Gradul său paramilitar în cadrul celei mai temute organizații a celui de-al Treilea Reich era cel de SS -Oberführer. Diels a fost unul din protejații lui Hermann Göring.

## Biografie

### Procesul de la Nuerenberg
Diels a prezentat o declarație la procesul de la Nuerenberg , dar a fost de asemenea solicitat să fie martor al apărării în procesul intentat lui Hermann Göring.

### Anii de după război
După 1950, a servit ca funcționar public în guvernul landului Niedersachsen , iar ulterior în Ministerul de Interne al nou înființatei Bundesrepublik Deutschland, până în 1953, când a ieșit la pensie. Diels a decedat la 18 noiembrie 1957, motivul oficial al decesului fiind descărcarea accidentală a armei sale, pe când se afla la de vânătoare.:362